# 26800 Gualtierotrucco
26800 Gualtierotrucco este un asteroid din centura principală de asteroizi.

## Descriere
26800 Gualtierotrucco este un asteroid din centura principală de asteroizi. A fost descoperit pe 06 martie 1981 la Observatorul La Silla de Henri Debehogne și Giovanni De Sanctis. Asteroidul prezintă o orbită caracterizată de o semiaxă mare de 2,43 ua, o excentricitate de 0,11 și o înclinație de 8,3° în raport cu ecliptica.